# 後方転回
後方転回（こうほうてんかい）は体操競技（もしくはマット運動）・新体操・チアリーディングにおける技の一種。

## 体操競技
器械運動では「腕立て後方転回」と称される技があったが、1964年（昭和39年）の東京オリンピック開催を機に述語の統一が図られ「後転とび」が正式名称となった。この後転とびは指導現場では「逆転」や「バク転」などと呼ばれている。
後転とび（後転跳び）は後方転回のほか、後方倒立回転跳びともいう。

## 新体操競技
新体操団体競技での後方転回はプレアクロバット要素の一つとなっている。

## チアリーディング
チアリーディングの競技団体であるUSASFのルール用語では空中に浮かないタンブリングの一種であるBack Walkoverと呼ばれる技に「後方転回」の訳語が用いられている。Back Walkover（後方転回）は「身体を後方へアーチ状に反って両手が先に床に着き、腰が頭上を通り片足ずつ着地して元に戻る技」と定義されている。
なお、USASFのルール用語では「後方倒立回転跳び」はBack Handspringと呼ばれる技の訳語に用いられており、「脚を地面につけた状態から、後ろ向きに回転しながらジャンプし、倒立の姿勢を通り、その後、腕と肩の力で体重を押し上げ再び両足で立つことによって完結する技」と定義され区別されている。